# Колчим
Колчим — река в России, протекает по Красновишерскому району Пермского края. Устье реки находится в 115 км от устья Язьвы по правому берегу. Длина реки составляет 35 км. В 17 км от устья принимает справа реку Северный Колчим. До его впадения в верховьях также называется Полуденный Колчим.
Исток реки находится на отрогах Северного Урала в 8 км к северо-востоку от посёлка Северный Колчим. В верховьях течёт на северо-запад, затем резко поворачивает на юг. Притоки — Ванина, Кочешор, Северный Колчим (правые). Верхнее и среднее течение проходит по ненаселённой местности, среди холмов, покрытых таёжным лесом. Течение имеет горный характер. В нижнем течении на левом берегу реки посёлок Северный Колчим, ниже его на реке плотина, образующая небольшое водохранилище. Впадает в Язьву рядом с устьем реки Молмыс.

## Данные водного реестра
По данным государственного водного реестра России относится к Камскому бассейновому округу, водохозяйственный участок реки — Кама от водомерного поста у села Бондюг до города Березники, речной подбассейн реки — бассейны притоков Камы до впадения Белой. Речной бассейн реки — Кама.
Код объекта в государственном водном реестре — 10010100212111100005157.